# Linda Henry
Linda Henry es una actriz inglesa, más conocida por haber interpretado a Yvonne Atkins en Bad Girls y a Shirley Carter en EastEnders.

## Biografía
Se entrenó en la prestigiosa escuela británica Webber Douglas Academy of Dramatic Art. Linda sufre de diabetes.
Desde 1992 está casada con Stavros Virilis, con quien tiene una hija, Ellie Louisa Virilis (1993). 
Es muy buena amiga de la actriz Cheryl Fergison.

## Carrera
En 1995 interpretó a Chrissie Root en un episodio de la serie policíaca The Bill; había aparecido por primera vez en la serie en 1992, cuando interpretó a Carole Armfield durante el episodio "Part of the Furniture" y poco después interpretó a Anne Riley en el episodio "Desperate Remedies". En 1999 se unió al elenco de la serie Bad Girls, donde interpretó a Yvonne Atkins hasta 2003.
El 7 de diciembre de 2006, se unió al elenco principal de la popular serie británica EastEnders, donde interpreta a Shirley Carter hasta ahora. Había aparecido por primera vez en la serie entre 1991 y 1992, cuando interpretó en dos episodios a Lorraine Salter.
En 2010 apareció como personaje invitado en varios episodios del spin-off de EastEnders, llamado EastEnders: E20, donde volvió a interpretar a Shirley.

## Filmografía

### Series de televisión
| Año             | Título                      | Personaje          | Notas                                         |
| --------------- | --------------------------- | ------------------ | --------------------------------------------- |
| 2006 - presente | EastEnders                  | Shirley Carter     | 875 episodios                                 |
| 2010            | EastEnders: E20             | Shirley Carter     | 5 episodios                                   |
| 1999 - 2003     | Bad Girls                   | Yvonne Atkins      | 58 episodios                                  |
| 1998            | Trial & Retribution         | Marilyn Spark      | 2 episodios                                   |
| 1997            | Born to Run                 | Judith             | episodio # 1.3                                |
| 1997            | Touching Evil               | Justine Barber     | episodio "Deadly Web: Part 2"                 |
| 1996            | A Touch of Frost            | Sue Venables       | episodio "Paying the Price"                   |
| 1995            | The Bill                    | Chrissie Root      | episodio "For Services Rendered"              |
| 1995            | An Independent Man          | Julie Read         | episodio "Alice's Tale"                       |
| 1994            | Casualty                    | Diane Daw          | episodio "Blood's Thicker"                    |
| 1994            | Moving Story                | Sheila Roebuck     | episodio "Charlotte, Emma, Bamber and Anne"   |
| 1993            | Cracker                     | Mrs. Perry         | episodio "One Day a Lemming Will Fly: Part 1" |
| 1991 - 1992     | EastEnders                  | Lorraine Salter    |                                               |
| 1990            | Birds of a Feather          | Viv McCarthy       | episodio "Falling in Love Again"              |
| 1990            | The Play on One             | Carol Fairwater    | episodio "Yellowbacks"                        |
| 1988 - 1990     | Eurocops                    | Linda Jackson      | 3 episodios                                   |
| 1989            | The Nineteenth Hole         | Consejera          | episodio # 1.7                                |
| 1989            | Forever Green               | Doctora            | episodio # 1.4                                |
| 1988            | The Comic Strip Presents... | Jackie             | episodio "The Yob"                            |
| 1988            | Screen Two                  | Barbara            | episodio "Love Birds"                         |
| 1988            | Rockliffe's Babies          | Sharon Hagerty     | episodio "A Trip to the Zoo"                  |
| 1982            | The Young Ones              | Joven en la Fiesta | episodio "Interesting"                        |

### Películas
| Año  | Título                           | Personaje          | Notas                                                                                 |
| ---- | -------------------------------- | ------------------ | ------------------------------------------------------------------------------------- |
| 2005 | The Business                     | Shirley            | junto a Danny Dyer, Tamer Hassan, Geoff Bell & Georgina Chapman                       |
| 1996 | Beautiful Thing                  | Sandra Gangel      | junto a Glen Berry, Scott Neal, Ben Daniels, Tameka Empson, Meera Syal & Garry Cooper |
| 1995 | Prime Suspect: Scent of Darkness | Científica Forense | junto a Helen Mirren, Pip Donaghy & Tim Woodward                                      |
| 1993 | Don't Leave Me This Way          | Janet Weir         | junto a Janet McTeer, Imelda Staunton, Ian McNeice, Bill Nighy & Pamela Salem         |
| 1988 | For Queen & Country              | Kim                | junto a Denzel Washington, Dorian Healy, Sean Chapman & Craig Fairbrass               |

## Premios y nominaciones
| Año  | Categoría                                            | Premio             | Serie/Película  | Resultado |
| ---- | ---------------------------------------------------- | ------------------ | --------------- | --------- |
| 2014 | Best Comedy Performance                              | British Soap Award | EastEnders      | Nominada  |
| 2012 | Best Actress                                         | Inside Soap Award  | EastEnders      | Nominada  |
| 2009 | Best Soap Actress                                    | TV Quick Award     | EastEnders      | Nominada  |
| 2009 | Best Bitch                                           | Inside Soap Award  | EastEnders      | Nominada  |
| 2009 | Best Double Act (junto a Cheryl Fergison)            | TV Times Award     | EastEnders      | Nominadas |
| 2008 | Best On-Screen Partnership (junto a Cheryl Fergison) | British Soap Award | EastEnders      | Nominadas |
| 2008 | Best On-Screen Partnership (junto a Cheryl Fergison) | Digital Spy Award  | EastEnders      | Nominadas |
| 1997 | Best Actress                                         | Chlotrudis Award   | Beautiful Thing | Nominada  |